# Psilanteris nilotica
Psilanteris nilotica är en stekelart som beskrevs av Hermann Priesner 1951. Psilanteris nilotica ingår i släktet Psilanteris och familjen Scelionidae. Inga underarter finns listade i Catalogue of Life.